# Lidija Alexandrowna Fotijewa
Lidija Alexandrowna Fotijewa (russisch Лидия Александровна Фотиева; * 6. Oktoberjul. / 18. Oktober 1881greg. in Rjasan; † 25. August 1975 in Moskau) war eine Privatsekretärin Lenins.

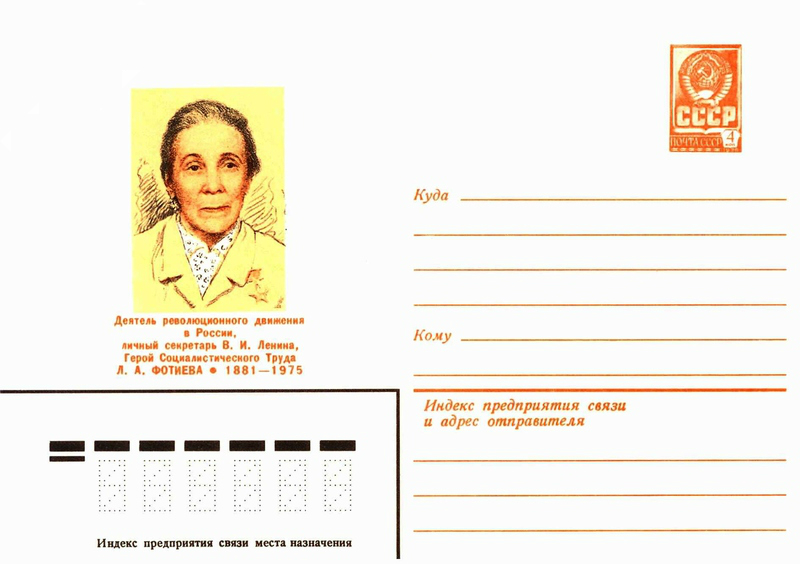

Lidija Fotijewa war seit 1904 Mitglied der SDAPR. In der Periode der Vorbereitung und Durchführung der Oktoberrevolution arbeitete sie mit Nadeschda Krupskaja im Wyborger Komitee der Bolschewiki und in der Redaktion der Prawda.
Bis 1930 war sie Sekretärin des Rates der Volkskommissare und des Rats für Arbeit und Verteidigung der UdSSR. In der Folgezeit arbeitete sie in der Wirtschaft und war wissenschaftlich im Zentralen Lenin-Museum tätig. Sie nahm 1953 an der Gedenkfeier zum 70. Todestag von Karl Marx in Trier teil. 1971 wurde sie mit dem Ehrentitel „Held der sozialistischen Arbeit“ ausgezeichnet.